# Дивнич, Максим Андреевич
Макси́м Андре́евич Ди́внич (род. 7 ноября 1988, Стаханов, Ворошиловградская область) — профессиональный российский боец смешанного стиля, выступает на профессиональном уровне с 2011 года. Известен по боям на турнирах таких организаций как White Rex и M-1 Global, владел титулом чемпиона M-1 в лёгкой весовой категории (2014—2015).

## Биография
Родился 7 ноября 1988 года в городе Стаханове, Украинская ССР.
В детстве играл в футбол, ходил в секцию плавания, но в конечном счёте сделал выбор в пользу единоборств — в возрасте двенадцати лет начал активно заниматься боксом, затем переключился на кикбоксинг — проходил подготовку в местном клубе «Экина» под руководством Александра Борисовича Бабтенко. Выступал на городских и областных соревнованиях, дважды становился чемпионом Украины в разделах кэмпо и фул-лоу-кик, в 2005 году стал кандидатом в мастера спорта по кикбоксингу.
В 2009 году Дивнич переехал на постоянное жительство в Санкт-Петербург, где потом присоединился к клубу смешанных единоборств «Александр Невский», и начал тренироваться под руководством тренера Эдуарда Владимировича Широбокова. В 2011 году провёл первый бой по смешанным правилам, но он был полупрофессиональным и не вошёл в официальную статистику. Позже дрался в кикбоксинге по правилам К-1.
Первого серьёзного успеха в ММА добился в 2012 году, когда одержал победу в бойцовском турнире White Rex «Дух воина», организованным Денисом Никитиным, стал лучшим из шестнадцати других бойцов, это был турнир на вылет, все бои проходили в один вечер.
Благодаря череде удачных выступлений в 2013 году Дивнич получил приглашение принять участие в турнирах крупной европейской организации M-1 Global, дебютировал здесь с досрочной победы техническим нокаутом над Зульфикаром Усмановым. На следующих турнирах техническим нокаутом взял верх над испанцем Хосе Вердехо, ударом ноги нокаутировал немца Макса Когу (лучший нокаут турнира) нокаут за 21 сек.,, одержал победу над бразильцем Антониу Паулу, проведя болевой приём на ахиллово сухожилие. Имея впечатляющий послужной список из десяти побед подряд без единого поражения, удостоился права оспорить вакантный титул чемпиона M-1 Challenge — встретился с другим претендентом на чемпионский пояс, чеченцем Джамбулатом Курбановым, и победил его техническим нокаутом, став, таким образом, новым чемпионом организации.
В мае 2015 года, при защите титула в поединке с французом Мансуром Барнауи, проиграл в первом раунде — в концовке раунда француз начал наносить удары, и рефери остановил бой, засчитав технический нокаут.
Далее Дивнич ушёл из клуба «Александр Невский», и, став свободным агентом, провел ещё 7 поединков, была и череда неудач из 3 поражений. Но, впоследствии Максим одержал победу над Русланом Яманбаевым на турнире RCC, чем прервал череду неудачных выступлений.
В 2021 году, после длительного перерыва в два с половиной года, Максим снова возвращается к боям, и принимает участие в новой организации «Hardcore MMA», одерживая три победы, две из которых досрочные, болевыми приёмами.

## Статистика ММА
| Результат | Рекорд | Соперник                  | Способ                                    | Турнир                                           | Дата             | Раунд | Время | Место                   | Примечание                                 |
| --------- | ------ | ------------------------- | ----------------------------------------- | ------------------------------------------------ | ---------------- | ----- | ----- | ----------------------- | ------------------------------------------ |
| Поражение | 19-7   | Магомед Кабардиев         | Единогласное решение                      | Наше дело гран-при: Дивнич vs. Кабардиев         | 2 апреля 2023    | 3     | 3:00  | Москва, Россия          |                                            |
| Победа    | 19-6   | Мохаммад Хейбати          | Единогласное решение                      | Hardcore FC — Hardcore MMA Дивнич vs. Перс       | 16 сентября 2022 | 3     | 5:00  | Москва, Россия          |                                            |
| Победа    | 18-6   | Мохаммад Хейбати          | Единогласное решение                      | Hardcore FC — Hardcore MMA 29                    | 17 мая 2022      | 3     | 5:00  | Москва, Россия          |                                            |
| Поражение | 17-6   | Ренат Лятифов             | Сабмишн (удушение сзади)                  | ProFC 69 — Professional Fighting Championship 69 | 18 декабря 2021  | 3     | 1:55  | Ростов-на-Дону, Россия  |                                            |
| Победа    | 17-5   | Шамиль Магомедов          | Сабмишн (кимура)                          | Hardcore Fighting Championship                   | 11 ноября 2021   | 1     | 4:03  | Москва, Россия          |                                            |
| Победа    | 16-5   | Эрзиман Байрамов          | Единогласное решение судей                | Hardcore Fighting Championship                   | 13 августа 2021  | 3     | 3:00  | Москва, Россия          |                                            |
| Победа    | 15-5   | Амир Альборов             | Удушающий приём (ущемление диафрагмы)     | Hardcore Fighting Championship                   | 1 июля 2021      | 2     | 2:24  | Москва, Россия          |                                            |
| Победа    | 14-5   | Руслан Яманбаев           | Решением (большинством судейских голосов) | Russian Cagefighting Championship RCC Intro 2    | 24 ноября 2018   | 3     | 5:00  | Екатеринбург, Россия    |                                            |
| Поражение | 13-5   | Бусурманкул Абдибаит уулу | Единогласное решение судей                | M-1 Challenge 88                                 | 22 февраля 2018  | 3     | 5:00  | Москва, Россия          |                                            |
| Поражение | 13-4   | Руслан Рахмонкулов        | Раздельное решение                        | M-1 Challenge 85                                 | 10 ноября 2017   | 3     | 5:00  | Москва, Россия          |                                            |
| Поражение | 13-3   | Дамир Исмагулов           | Технический нокаут ударами руками         | M-1 Challenge 78                                 | 26 мая 2017      | 5     | 4:47  | Оренбург, Россия        | Бой за титул чемпиона M-1 в лёгком весе.   |
| Победа    | 13-2   | Кеон Колдуэлл             | Технический нокаут ударами руками         | M-1 Challenge 75                                 | 3 марта 2017     | 2     | 3:03  | Москва, Россия          |                                            |
| Поражение | 12-2   | Артём Дамковский          | Нокаут                                    | M-1 Challenge 70                                 | 10 сентября 2016 | 2     | 0:00  | Сыктывкар, Россия       |                                            |
| Победа    | 12-1   | Роберт Тернквист          | Технический нокаут ударами руками         | M-1 Challenge 65                                 | 9 апреля 2016    | 2     | 0:00  | Санкт-Петербург, Россия |                                            |
| Поражение | 11-1   | Мансур Барнауи            | Технический нокаут ударами руками         | M-1 Challenge 57                                 | 2 мая 2015       | 1     | 4:47  | Оренбург, Россия        | Потерял титул чемпиона M-1 в легком весе.  |
| Победа    | 11-0   | Джамбулат Курбанов        | Технический нокаут ударами руками         | M-1 Challenge 54 / ACB 12                        | 17 декабря 2014  | 3     | 1:20  | Санкт-Петербург, Россия | Завоевал титул чемпиона M-1 в легком весе. |
| Победа    | 10-0   | Антониу Паулу             | Болевой приём скручивание пятки           | M-1 Challenge 51. Эмеев — Василевский            | 7 сентября 2014  | 1     | 2:25  | Санкт-Петербург, Россия |                                            |
| Победа    | 9-0    | Макс Кога                 | Нокаут ударом ногой                       | M-1 Challenge 48. Битва номадов                  | 24 мая 2014      | 1     | 0:21  | Астана, Казахстан       |                                            |
| Победа    | 8-0    | Хосе Вердехо              | Технический нокаут ударами руками         | M-1 Challenge 44. Гарнер — Грабовский            | 30 ноября 2013   | 3     | 4:09  | Тула, Россия            |                                            |
| Победа    | 7-0    | Зульфикар Усманов         | Технический нокаут ударами руками         | M-1 Challenge 37. Хаманаев против Пухакки        | 27 февраля 2013  | 2     | 5:00  | Оренбург, Россия        |                                            |
| Победа    | 6-0    | Георгий Ковалёв           | Единогласное решение судей                | NWCSF — Demakov’s Tournament                     | 15 декабря 2012  | 2     | 5:00  | Санкт-Петербург, Россия |                                            |
| Победа    | 5-0    | Константин Крышталёв      | Технический нокаут                        | White Rex. Дух воина                             | 30 сентября 2012 | 1     | 0:12  | Санкт-Петербург, Россия |                                            |
| Победа    | 4-0    | Дмитрий Галагинов         | Нокаут                                    | White Rex. Дух воина                             | 30 сентября 2012 | 1     | 1:47  | Санкт-Петербург, Россия |                                            |
| Победа    | 3-0    | Алексей Каслер            | Единогласное решение судей                | White Rex. Дух воина                             | 30 сентября 2012 | 1     | 5:00  | Санкт-Петербург, Россия |                                            |
| Победа    | 2-0    | Андрей Коршунов           | Единогласное решение судей                | White Rex. Дух воина                             | 30 сентября 2012 | 2     | 5:00  | Санкт-Петербург, Россия |                                            |